# Anisozyga orbimaculata
Anisozyga orbimaculata là một loài bướm đêm trong họ Geometridae.